# فهرست سفیران ایران در افغانستان
سفیر ایران در کابل نماینده رسمی دولت جمهوری اسلامی ایران در کشور افغانستان است.

## تاریخچه
سفارت ایران در کابل دی ۱۳۰۰ تأسیس و میرزا نصرالله خان خلعتبری (اعتلاءالملک) تا مهرماه ۱۳۰۵ وزیر مختار بود.
| آغاز سفارت             | نام سفیر                            |        | از سوی                      | پایان سفارت       |
| ---------------------- | ----------------------------------- | ------ | --------------------------- | ----------------- |
| ۱۹۱۹                   | میرزا نصرالله خلعتبری (اعتلاءالملک) |        | احمدشاه قاجار               |                   |
| ۱۹۲۶                   | سید مهدی فرخ                        | [ ۲ ]  | رضاشاه پهلوی                |                   |
| ۱۹۲۷                   | عبدالمحمد مؤدب‌السلطان               |        | رضاشاه پهلوی                |                   |
| ۱۹۲۸                   | نصرالله خلعتبری                     |        | رضاشاه پهلوی                |                   |
| ۱۹۳۲                   | محمدتقی اسفندیاری (منتخب‌الملک)      | [ ۳ ]  | رضاشاه پهلوی                | ۱۹۳۵              |
| ۱۹۳۴                   | علی‌اکبر بهمن                        | [ ۴ ]  | رضاشاه پهلوی                |                   |
| ۱۹۳۸                   | سید باقر کاظمی                      |        | رضاشاه پهلوی                |                   |
| ۱۹۳۸                   | محمود صلاحی                         |        | رضاشاه پهلوی                |                   |
| ۱۹۳۹                   | علی سهیلی                           |        | رضاشاه پهلوی                |                   |
| ۱۹۴۰                   | حسین سمیعی (ادیب‌السلطنه)            |        | رضاشاه پهلوی                |                   |
| ۱۹۴۳                   | ابوالقاسم نجم                       |        | محمدرضاشاه پهلوی            |                   |
| ۱۹۴۶ بهمن ۱۳۲۴         | حسنعلی کمال هدایت (نصرالملک)        |        | محمدرضاشاه پهلوی            | ۱۹۴۸ مرداد ۱۳۲۷   |
| ۱۹۴۹                   | عبدالحسین مسعود انصاری              |        | محمدرضاشاه پهلوی            |                   |
| ۱۹۵۲                   | محمود صلاحی                         |        | محمدرضاشاه پهلوی            |                   |
| ۱۹۵۵                   | محمد شایسته                         |        | محمدرضاشاه پهلوی            |                   |
| ۱۹۵۹                   | عبدالامیر رشیدی حائری               |        | محمدرضاشاه پهلوی            |                   |
| ۱۹۶۱                   | محمد ذوالفقاری                      |        | محمدرضاشاه پهلوی            |                   |
| ۱۹۶۶                   | محمود فروغی                         |        | محمدرضاشاه پهلوی            |                   |
| ۱۹۷۱ (فروردین ۱۳۵۰)    | جهانگیر تفضلی                       |        | محمدرضاشاه پهلوی            | ۱۹۷۴ (مرداد ۱۳۵۳) |
| ۱۹۷۴ (مرداد ۱۳۵۳)      | حسین حسینی داوودی                   |        | محمدرضاشاه پهلوی            | ۱۹۷۸ (مرداد ۱۳۵۷) |
| ۱۹۷۸ (مرداد ۱۳۵۷)      | پورنگ بهارلو (کاردار موقت)          |        | محمدرضاشاه پهلوی            | ۱۹۷۸ (دی ۱۳۵۷)    |
| ۱۹۷۸ (دی ۱۳۵۷)         | وحید مجدی (کاردار موقت)             |        | محمدرضاشاه پهلوی            | ۱۹۷۹ (مهر ۱۳۵۸)   |
|                        | محمدتقی حاج‌محمدی                    | کاردار | علی خامنه‌ای                 |                   |
| ۱۹۹۵ (اردیبهشت ۱۳۷۴)   | محمدرضا فرقانی                      | کاردار | اکبر هاشمی رفسنجانی         |                   |
| ۱۹۹۸                   | محمدابراهیم طاهریان‌فرد              | [ ۵ ]  | محمد خاتمی                  |                   |
| ۲۰۰۳                   | محمدرضا بهرامی طاقانکی              |        | محمد خاتمی، محمود احمدی‌نژاد | ۲۰ سپتامبر ۲۰۰۷   |
| ۲۰۰۷                   | محمدحسین محی‌الدین نجفی (سرپرست)     |        | محمود احمدی‌نژاد             | ؟                 |
| ۲۰۱۰                   | فداحسین مالکی                       |        | محمود احمدی‌نژاد             | ۲۰۱۲              |
| ۲۰۱۲ (۸ اردیبهشت ۱۳۹۱) | ابوالفضل ظهره‌وند                    |        | محمود احمدی‌نژاد             | ۲۰۱۳              |
| ۲۰۱۳ (۱ آبان ۱۳۹۲)     | محمدرضا بهرامی طاقانکی              |        | حسن روحانی                  | ۲۰۱۹              |
| ۲۰۱۹ (آبان ۱۳۹۸)       | بهادر امینیان جزی                   | سفیر   | حسن روحانی                  | ۲۰۲۲              |
| ۲۰۲۲ (آذر ۱۴۰۱)        | حسن کاظمی قمی                       | سفیر   | سید ابراهیم رئیسی           | ۲۰۲۴              |
| ۲۰۲۴ (آذر ۱۴۰۳)        | علیرضا بیگدلی                       | سفیر   | مسعود پزشکیان               | تاکنون            |

## جستارهای ویژه
- روابط ایران و افغانستان